# DNAJC25
DNAJC25 (англ. DNAJC25-GNG10 readthrough) – білок, який кодується однойменним геном, розташованим у людей на 9-й хромосомі. Довжина поліпептидного ланцюга білка становить 360 амінокислот, а молекулярна маса — 42 404.
| 10         |  | 20         |  | 30         |  | 40         |  | 50         |
| ---------- |  | ---------- |  | ---------- |  | ---------- |  | ---------- |
| MGAPLLSPGW |  | GAGAAGRRWW |  | MLLAPLLPAL |  | LLVRPAGALV |  | EGLYCGTRDC |
| YEVLGVSRSA |  | GKAEIARAYR |  | QLARRYHPDR |  | YRPQPGDEGP |  | GRTPQSAEEA |
| FLLVATAYET |  | LKDEETRKDY |  | DYMLDHPEEY |  | YSHYYHYYSR |  | RLAPKVDVRV |
| VILVSVCAIS |  | VFQFFSWWNS |  | YNKAISYLAT |  | VPKYRIQATE |  | IAKQQGLLKK |
| AKEKGKNKKS |  | KEEIRDEEEN |  | IIKNIIKSKI |  | DIKGGYQKPQ |  | ICDLLLFQII |
| LAPFHLCSYI |  | VWYCRWIYNF |  | NIKGKEYGEE |  | ERLYIIRKSM |  | KMSKSQFDSL |
| EDHQKETFLK |  | RELWIKENYE |  | VYKQEQEEEL |  | KKKLANDPRW |  | KRYRRWMKNE |
| GPGRLTFVDD |  |            |  |            |  |            |  |            |

A: Аланін

C: Цистеїн

D: Аспарагінова кислота

E: Глутамінова кислота

F: Фенілаланін

G: Гліцин

H: Гістидин

I: Ізолейцин

K: Лізин

L: Лейцин

M: Метіонін

N: Аспарагін

P: Пролін

Q: Глутамін

R: Аргінін

S: Серин

T: Треонін

V: Валін

W: Триптофан

Кодований геном білок за функцією належить до шаперонів. 
Задіяний у такому біологічному процесі, як альтернативний сплайсинг. 
Локалізований у мембрані.